# 옹박 - 두 번째 미션

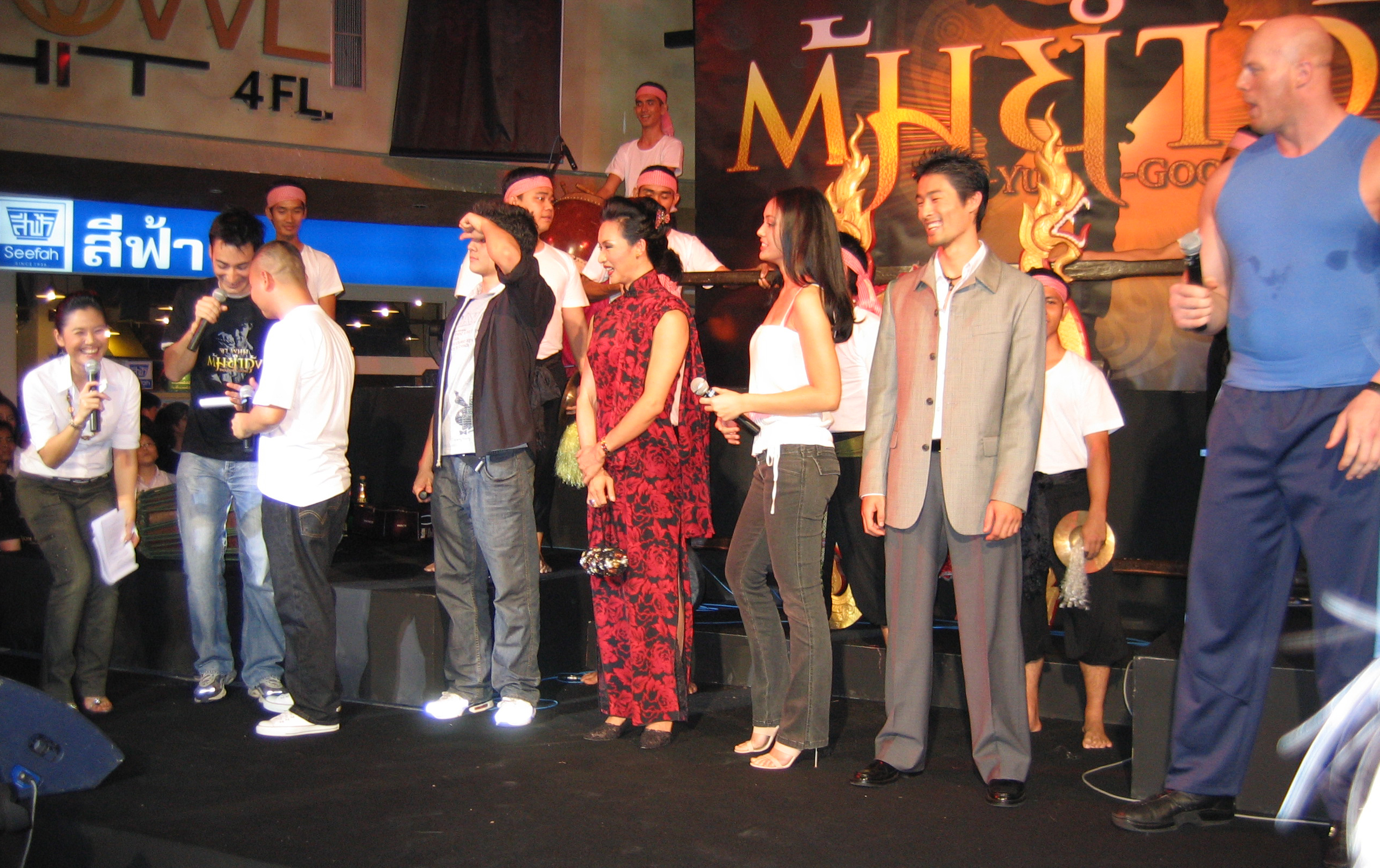
기자 회견 중인 배우와 스태프들

《옹박 - 두 번째 미션》(태국어: ต้มยำกุ้ง 똠얌꿍[*], 영어: Tom-Yum-Goong)은 2005년도 태국의 액션 영화로, 쁘랏야 삔깨우가 감독하고 토니 자가 주연을 맡았다. 대한민국에서 사용된 《옹박 - 두 번째 미션》이라는 제목과 달리, 감독과 주연이 같을 뿐 《옹박 - 무에타이의 후예》의 실제 속편이 아니다.
베트남계 폭력배에게 도난을 당한 태국 왕실의 코끼리를 되찾는 여정을 다루었다. 영화에서 "똠얌꿍"은 베트남계 폭력배가 오스트레일리아 뉴사우스웨일스 주의 시드니에서 운영하는 태국 식당의 이름이다.

## 배역
- 토니 자 - 캄
- 페치타이 웡캄라오 - 수사관 마크
- 진싱 - 마담 로즈
- 자니 누엔 - 자니
- 네이슨 존스 - TK
- 콩마라이 봉코이 - 플라

## 한국판 성우진(MBC)
- 안지환 - 캄(토니 자)
- 이병식 - 마크(페치타이 웡캄리오)
- 김용식 - 캄 아버지(소톰 룽루아엥) / 꿍 외
- 엄현정 - 마담 로즈(진싱)
- 황윤걸 - 빈센트(데미안 드 몬테마스)
- 전국근 - 스님(재스퍼 카시디) / 로즈의 집사(타닌 반정카욘)
- 유은숙 - 폴라(콩마라이 봉코이)
- 김강산 - 릭(데이빗 아사바노드)
- 김동현 - 심(장 솜자이) / 경찰서장(존 라몬드 주니어)
- 이승환 - 심판(아피챠트 한뱅)
- 손원일 - 투이(숄라잇 하 인프한)
- 양희문 - 조니(조니 찌 응우옌)
- 김두희 - 방송 카메라맨(킴볼 포자스)
- 이민하 - 방송 앵커(큔야라타나 린자로엔숙)
- 한경화 - 방송 기자(소냐 안젤리아 스코이그)
- 유상우 - 어린 캄(눗다나이 콩) / 궁(아몬판 공트라간)